# Herrenhaus Lenderscheid
Koordinaten: 50° 58′ 1″ N, 9° 22′ 23″ O
Das Herrenhaus Lenderscheid ist ein aus dem späten 18. Jahrhundert stammendes, auf einem Vorgängerbau fußendes herrschaftliches Gutshaus in Lenderscheid, einem Ortsteil der Gemeinde Frielendorf im nordhessischen Schwalm-Eder-Kreis.

## Geographische Lage
Der Bau befindet sich am Südrand des historischen Ortskerns im Winkel der beiden Straßen „Am Schwimmbad“ und „Zur Knüllhöhe“, unmittelbar südlich gegenüber der 1735 bis 1740 erbauten barocken Dorfkirche. Die Landesstraße 3158 von Großropperhausen im Süden nach Wernswig im Norden, in der Dorflage „Zur Knüllhöhe“ genannt, verläuft unmittelbar westlich des Anwesens.

## Der Bau

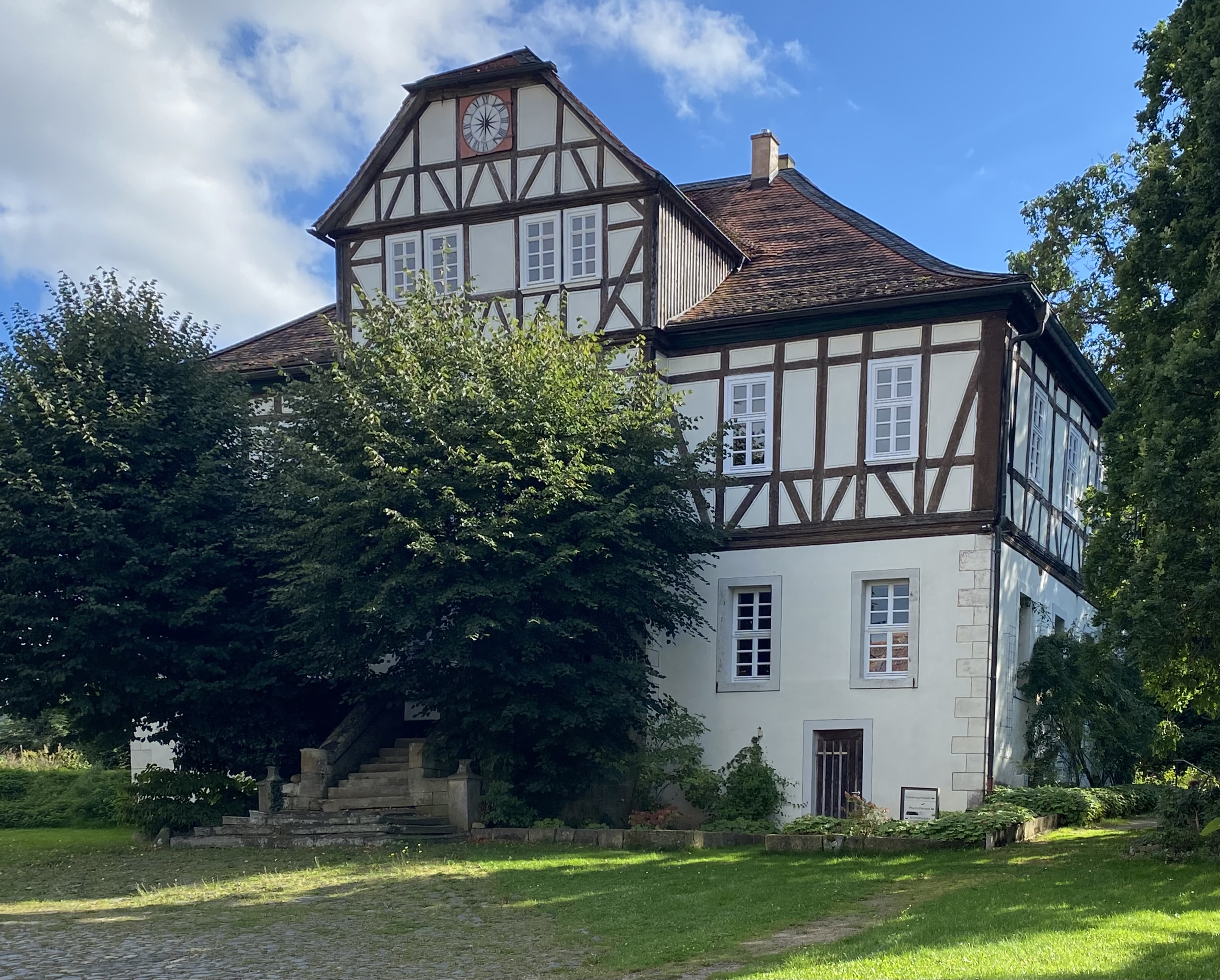
Herrenhaus Lenderscheid

Das Gebäude ist das einstige Herrenhaus des örtlichen Gutshofs eines Zweigs der Herren von Baumbach. Der zweigeschossige Bau von etwa 20 × 12 Meter Grundfläche besteht aus einem gemauerten und verputzten Erdgeschoss auf aus dem Mittelalter stammenden Grundmauern und Kellergeschoss eines Vorgängerbaus und einem Obergeschoss aus Fachwerk. Die zum Hof gewandte nördliche Vorderfront ist sechsachsig, mit einer steinernen Freitreppe mittig unter dem vier-fenstrigen Zwerchhaus mit der großen Uhr im Dachgeschoss. Das Haus ist mit einem Walmdach aus roten Ziegeln gedeckt und das Zwerchhaus hat ein Krüppelwalmdach. Auf der Südseite befindet sich mittig ein etwa 12 m langer, rechtwinkliger Anbau mit Satteldach.
Der südlich anschließende große Park mit altem Baumbestand gehört heute nicht mehr zum Anwesen.

## Geschichte
Der ursprünglich dem Prämonstratenserstift Spieskappel gehörende Wirtschaftshof Lenderscheid, 1156 erstmals urkundlich erwähnt, kam mit dem dort entstandenen kleinen Dorf wohl bereits im 14. Jahrhundert als Lehen an einen Zweig des sogenannten Ludwigschen Asts der Herren von Gilsa.
Im Jahre 1699 verkauften die Brüder Philipp Wilhelm und Georg Christoph von Gilsa, Erben des letzten männlichen Sprosses der Ropperhäuser Linie derer von Gilsa, die ihnen zustehenden drei Viertel von Burg und Gericht Ropperhausen, das Hofgut in Lenderscheid und ihren Teil des Guts in Siebertshausen an Hans Ludwig (II.) von Baumbach. Er hatte am 21. Juli 1698 seinen Anteil an den Baumbachschen Gütern in und um Nentershausen an Landgraf Karl von Hessen-Kassel verkauft und nutzte den Erlös 1699 zu diesem Kauf. 1701 wurde er vom Landgrafen mit diesem Besitz belehnt. Am 31. März 1719 erwarb Baumbach, nachdem er das von seinem unverheiratet verstorbenen Bruder Hermann (1678–1716) geerbte Gut in Dippach verkauft hatte, von Johann Ludwig von Gilsa auch das restliche Viertel von Burg und Gericht Ropperhausen. Der Anbau an der Südseite des Herrenhauses stammt aus dieser Zeit. Nach seinem Tod 1734 teilten seine beiden Söhne Carl Ludwig und Wilhelm Ludwig (I.) das väterliche Erbe und begründeten die Baumbachschen Linien zu Ropperhausen und zu Lenderscheid.
Das Gut Lenderscheid blieb bis 1956 im Besitz der Nachkommen des Wilhelm Ludwig von Baumbach. Dann wurde es mitsamt der Hofanlage an die “Hessische Heimat” Siedlungsgesellschaft mbH verkauft und von dieser aufgeteilt und an private Interessenten weiterverkauft.
Das ehemalige Herrenhaus, in den 1980er Jahren saniert, befindet sich heute als Wohnhaus in Privatbesitz und ist Besuchern nicht zugänglich.